# Isotelia
La isotelia (del griego antiguo ἰσοτέλεια, isoteleia, "igualdad de deberes"), en la Antigua Grecia, era un privilegio o concesión otorgado por decreto a los extranjeros en las polis griegas, por el que se los asimilaba con los ciudadanos en los impuestos. No se dispone de información importante de la isotelia más que en la Antigua Atenas. En la Antigua Grecia, el término meteco designaba a un extranjero domiciliado en una ciudad distinta de la que era nativo. La isotelia era un título honorario, mencionado como tal en documentos oficiales, un honor otorgado a los metecos considerados dignos de obtenerlo.

## En la Antigua Atenas
Los ciudadanos que disfrutaban de una isotelia, los "isotelios" (ἰσοτελής) estaban exentos del pago de todos los impuestos que pesaban sobre los metecos, desde el primero, el metoikion (μετοίκιον), un impuesto anual atestiguado desde el s. IV a. C. del derecho de mercado para poder comerciar en el ágora (ξενικὰ τέλη) y el de la skafiforía (σκαφηφορία), una liturgia reservada para ellos y cuyo objetivo era recordar su condición inferior donde las niñas de los metecos debían llevar hidrias y especialmente sombrillas para las niñas de los ciudadanos durante la procesión de las Panateneas. Por el contrario, los isotelios agradecían esto con la eisfora (contribuciones para la guerra) y la epidoseis (donaciones voluntarias que la ciudad solicitaba para hacer frente a  gastos extraordinarios) o las liturgias, al mismo nivel que los ciudadanos. Los isotelios permanecían bajo la responsabilidad del arconte polemarca y debían tener un patrón (προστάτης), como los metecos ordinarios.
Teofrasto, en su undécimo libro del Tratado de las leyes, agrega que, a veces, los atenienses otorgaron la exención a ciudades enteras, y cita, por ejemplo, a Olinto y Tebas. También dice que los isotelios estaban exentos de los otros impuestos de los metecos como el impuesto de los comerciantes al detalle y las liturgias. Además, la isotelia confirió a los metecos la dispensa de otras cargas que pesaban sobre ellos, como el ser portadores de los vasos de sacrificio y estar en silencio durante las procesiones. Esto se aprecia por el discurso Contra Elpágoras de Iseo de Atenas al que se acusó de isotelio.